# Mohammed Ben Sulayem
Mohammed Ahmad Sultan Ben Sulayem (in arabo محمد بن سليم‎?; Dubai, 12 novembre 1961) è un imprenditore, dirigente sportivo ed ex pilota di rally emiratino.

## Biografia
Mohammed bin Sulayem è nato a Dubai ed è cresciuto negli Emirati e nel Regno Unito.
Secondo le sue stesse dichiarazioni, Sulayem ha studiato all'American University di Washington, DC, e si è laureato con un Bachelor of Commerce.
Nel 2012, gli è stata conferita una laurea honoris causa dall'Università dell'Ulster per i suoi "servizi resi allo sport, alla leadership civica e alla beneficenza".
Sulayem è un importante collezionista di auto e possiede diverse supercar, tra cui Koenigsegg Agera, Mercedes-Benz, Ferrari, Porsche, McLaren, Bugatti, Jaguar, Lexus, Ford GT, Lamborghini e Rolls-Royce Motor Cars.

### Carriera
Il 9 aprile 2009, durante un tour promozionale per il Renault F1 Team a Dubai, Mohammed Ben Sulayem è stato invitato a fare un test drive di Formula 1 R28 all'autodromo di Dubai. 100 metri dopo la partenza, perse il controllo dell'auto, che si schiantò contro il muretto dei box. L'auto fu distrutta, ma Ben Sulayem ne uscì illeso.
Ideatore ed organizzatore del rally raid Abu Dhabi Desert Challenge, nel 17 dicembre 2021 viene eletto presidente della FIA, succedendo a Jean Todt. Vincitore di 12 edizioni del Rally di Giordania gara che è stata successivamente anche prova del Campionato mondiale rally.
Ben Sulayem è stato il vicepresidente della FIA per lo sport e il presidente dell'Automobile and Touring Club of the UAE (ATCUAE).

## Vita privata
Il 7 marzo 2023, il figlio di Ben Sulayem, Saif Ben Sulayem, è rimasto ucciso in un incidente stradale a Dubai.

## Palmarès
- 14 trofei nel Middle East Rally Championship (dal 1986 al 1991, 1994 e dal 1996 al 2002)
- 12 vittorie al Rally di Giordania (1984, 1987, 1988, 1990, 1994 e dal 1996 al 2002)

### Vittorie nel Gruppo N
| # | Stagione | Rally              | Co-pilota    | Auto                        | Squadra            |
| - | -------- | ------------------ | ------------ | --------------------------- | ------------------ |
| 1 | 1992     | Rally di Catalogna | Ronan Morgan | Ford Sierra RS Cosworth 4x4 | Marlboro Team Ford |
| 2 | 1993     | Rally d'Argentina  | Ronan Morgan | Ford Escort RS Cosworth     | Marlboro Team Ford |

## Risultati nel mondiale rally

### WRC
| 1988 | Scuderia | Vettura                 |  |  |  |  |  |     |  |  |  |  |  |  |  |  |  |  | Punti | Pos. |
| ---- | -------- | ----------------------- |  |  |  |  |  | --- |  |  |  |  |  |  |  |  |  |  | ----- | ---- |
| 1988 |          | Ford Sierra RS Cosworth |  |  |  |  |  | Rit |  |  |  |  |  |  |  |  |  |  | 0     |      |

| 1990 | Scuderia | Vettura                    |  |  |  |  |     |  |  |  |  |  |  |  |  |  |  |  | Punti | Pos. |
| ---- | -------- | -------------------------- |  |  |  |  | --- |  |  |  |  |  |  |  |  |  |  |  | ----- | ---- |
| 1990 |          | Toyota Celica GT-4 (ST165) |  |  |  |  | Rit |  |  |  |  |  |  |  |  |  |  |  | 0     |      |

| 1991 | Scuderia           | Vettura                    |  |  |  |  |  |  |  |   |  |  |  |  |  |  |  |  | Punti | Pos. |
| ---- | ------------------ | -------------------------- |  |  |  |  |  |  |  | - |  |  |  |  |  |  |  |  | ----- | ---- |
| 1991 | Toyota Team Europe | Toyota Celica GT-4 (ST165) |  |  |  |  |  |  |  | 7 |  |  |  |  |  |  |  |  | 4     | 40º  |

| 1992 | Scuderia           | Vettura                     |  |  |    |  |  |     |     |  |  |    |     |  |   |  |  |  | Punti | Pos. |
| ---- | ------------------ | --------------------------- |  |  | -- |  |  | --- | --- |  |  | -- | --- |  | - |  |  |  | ----- | ---- |
| 1992 | Marlboro Team Ford | Ford Sierra RS Cosworth 4x4 |  |  | 20 |  |  | Rit | Rit |  |  | 14 | Rit |  | 9 |  |  |  | 2     | 58º  |

| 1993 | Scuderia           | Vettura                 |  |     |     |  |  |     |   |  |  |  |    |     |  |  |  |  | Punti | Pos. |
| ---- | ------------------ | ----------------------- |  | --- | --- |  |  | --- | - |  |  |  | -- | --- |  |  |  |  | ----- | ---- |
| 1993 | Marlboro Team Ford | Ford Sierra RS Cosworth |  | Rit | Rit |  |  | Rit | 6 |  |  |  | 17 | Rit |  |  |  |  | 6     | 31º  |

| 1994 | Scuderia           | Vettura                 |  |     |  |    |     |  |  |  |  |  |  |  |  |  |  |  | Punti | Pos. |
| ---- | ------------------ | ----------------------- |  | --- |  | -- | --- |  |  |  |  |  |  |  |  |  |  |  | ----- | ---- |
| 1994 | Marlboro Team Ford | Ford Escort RS Cosworth |  | Rit |  | 21 | Rit |  |  |  |  |  |  |  |  |  |  |  | 0     |      |

| 1995 | Scuderia                | Vettura                       |  |    |     |    |     |     |  |  |  |  |  |  |  |  |  |  | Punti | Pos. |
| ---- | ----------------------- | ----------------------------- |  | -- | --- | -- | --- | --- |  |  |  |  |  |  |  |  |  |  | ----- | ---- |
| 1995 | Marlboro Toyota Grifone | Toyota Celica GT-Four (ST205) |  | 26 | Rit | 21 | Rit | Rit |  |  |  |  |  |  |  |  |  |  | 0     |      |

| Legenda | 1º posto | 2º posto | 3º posto | A punti | Senza punti | Ritirato | Squalificato | NP=Non partito C=Gara cancellata | Apice=Power stage |

### Gruppo N
| 1992 | Scuderia           | Vettura                     |  |  |   |  |  |     |     |  |  |   |     |  |   |  |  |  | Punti | Pos. |
| ---- | ------------------ | --------------------------- |  |  | - |  |  | --- | --- |  |  | - | --- |  | - |  |  |  | ----- | ---- |
| 1992 | Marlboro Team Ford | Ford Sierra RS Cosworth 4x4 |  |  | 4 |  |  | Rit | Rit |  |  | 2 | Rit |  | 1 |  |  |  | 15    | 8º   |

| 1993 | Scuderia           | Vettura                 |  |     |     |  |  |     |   |  |  |  |   |     |  |  |  |  | Punti | Pos. |
| ---- | ------------------ | ----------------------- |  | --- | --- |  |  | --- | - |  |  |  | - | --- |  |  |  |  | ----- | ---- |
| 1993 | Marlboro Team Ford | Ford Sierra RS Cosworth |  | Rit | Rit |  |  | Rit | 1 |  |  |  | 4 | Rit |  |  |  |  | 15    | 4º   |

| 1994 | Scuderia           | Vettura                 |  |     |  |   |     |  |  |  |  |  |  |  |  |  |  |  | Punti | Pos. |
| ---- | ------------------ | ----------------------- |  | --- |  | - | --- |  |  |  |  |  |  |  |  |  |  |  | ----- | ---- |
| 1994 | Marlboro Team Ford | Ford Escort RS Cosworth |  | Rit |  | 8 | Rit |  |  |  |  |  |  |  |  |  |  |  | 1     | 56º  |

| 1995 | Scuderia                | Vettura                       |  |   |     |   |     |     |  |  |  |  |  |  |  |  |  |  | Punti | Pos. |
| ---- | ----------------------- | ----------------------------- |  | - | --- | - | --- | --- |  |  |  |  |  |  |  |  |  |  | ----- | ---- |
| 1995 | Marlboro Toyota Grifone | Toyota Celica GT-Four (ST205) |  | 7 | Rit | 4 | Rit | Rit |  |  |  |  |  |  |  |  |  |  | 7     | 15º  |

| Legenda | 1º posto | 2º posto | 3º posto | A punti | Senza punti | Ritirato | Squalificato | NP=Non partito C=Gara cancellata | Apice=Power stage |